# عبدل أباد كوهستاني
عبدل‌ أباد كوهستاني (بالفارسية: عبدل‌آباد کوهستانی) هي قرية تقع في قسم رادكان الريفي (مقاطعة تشناران) في إيران.